# Greg Antonacci
Greg Antonacci (2 de febrero de 1947-20 de septiembre de 2017) fue un director, guionista, actor y productor estadounidense. Creció en el barrio de Hell's Kitchen, Nueva York. Es conocido por sus papeles como Butch DeConcini en Los Soprano (2006-2007) y como Johnny Torrio en Boardwalk Empire (2010).

## Filmografía

### Como actor
- The Great Santa Claus Switch (telefilme, 1970) ... Muppet (voz)
- Summer Soldiers (1972) ... Miguel
- Laverne & Shirley (serie, 1976) ... Hector
- Busting Loose (serie, 1977) ... Vinnie Morabito
- Soap (serie, 1978) ... Dave
- Makin' It (serie, 1979) ... Tony Manucci
- The Rockford Files (serie, 1978-1979) ... Eugene Conigliaro
- Normal Life (serie, 1990) ... Ladrón
- The Blues Brothers Animated Series (serie, 1997) ... Huge Man (voz)
- Los Soprano (serie, 2006-2007) ... Butch DeConcini
- Malavita (2013) ... NY Mobster
- Boardwalk Empire (serie, 2010-2014) ... Johnny Torrio

### Como director, escritor o productor de TV
- Busting Loose (1977) - guionista
- Working Stiffs (1979) - director
- The Princess and the Cabbie (telefilme, 1981) - productor supervisador
- It's a Living (1981-1982) - director, guionista
- It Takes Two (1982-1983) - director, guionista, productor
- Reggie (1983) - director
- Webster (1984) - guionista
- Joanna (telefilme, 1985) - director, escritor, guionista, productor ejecutivo
- Brothers (1984-1987) - director, guionista, productor ejecutivo
- The Tortellis (1987) - director
- CBS Summer Playhouse (1987) - director
- Splash, Too (telefilme, 1988) - director
- Normal Life (1990) - director, productor
- Perfect Strangers (1990) - director
- Down Home (1991) - director
- The Royal Family (1991-1992) - director, guionista, productor
- Herman's Head (1991) - director
- The John Larroquette Show (1993) - director
- Just One of the Girls (1997) - creador/escritor, productor ejecutivo
- The Blues Brothers Animated Series (1997) - guionista, productor ejecutivo
- The Lionhearts (1998) - guionista
- Ritas Welt (1999) - guionista
- Favor & Family (2002) - creador/guionista
- Mein Leben & ich (2002-2005) - guionista, productor ejecutivo